# Societas Europaea Herpetologica
Die Societas Europaea Herpetologica (SEH) ist die europäische Herpetologenvereinigung.

## Geschichte und Aufbau
Die Societas Europaea Herpetologica wurde im September 1979 von Herpetologen aus acht europäischen Ländern im Museum Koenig in Bonn gegründet. Sie hat fast 350 Mitglieder aus den meisten europäischen Ländern und weltweit. In der Regel werden alle zwei Jahre internationale Konferenzen an verschiedenen Orten in Europa als European Congress of Herpetology abgehalten. Die erste Generalversammlung fand 1981 im Naturhistorischen Museum Wien statt. Mitglieder können gegen eine ermäßigte Gebühr teilnehmen. Die Mitgliederzeitschrift Amphibia–Reptilia erscheint seit August 1980 vierteljährlich und wird in englischer Sprache verfasst. Daneben gibt es seit 2008 das kostenlose Online-Journal Herpetology Notes, das einmal jährlich aktualisiert wird.
Die SEH ist ein internationales nichtstaatliches Mitglied der IUCN. Die nach bundesdeutschem Vereinsrecht registrierte Organisation wird durch ihre Satzung und Statuten sowie durch das Council kontrolliert, dessen Mitglieder auf den ordentlichen Hauptversammlungen gewählt werden. Der Vereinssitz ist das Zoologische Forschungsmuseum Alexander Koenig in Bonn.
Die Societas Europaea Herpetologica hat drei Ausschüsse (Committees): Der Naturschutz-Ausschuss wurde 1981 gegründet und befasst sich mit der Erhaltung der Herpetofauna in allen Teilen Europas und angrenzenden Regionen, und seine Mitglieder bilden die europäische Reptilien-und-Amphibien-Expertengruppe der IUCN Species Survival Commission. Die Ergebnisse der Arbeit des Naturschutz-Ausschusses werden in der Zeitschrift Amphibia-Reptilia und anderen Publikationen veröffentlicht. Der Kartierungsausschuss wurde 1983 von einem Team des Muséum national d’histoire naturelle gegründet und befasst sich mit der Verbreitung von Arten. Der Taxonomie-Ausschuss widmet sich der Taxonomie und der Nomenklatur der europäischen Herpetofauna. 1997 veröffentlichte die SEH den Atlas of Amphibians and Reptiles in Europe (mit einer zweiten Auflage im Jahr 2004) und 2012 folgte der New Atlas of Amphibians and Reptiles in Europe (NA2RE). Die SEH hat ein paneuropäisches herpetologisches Netzwerk entwickelt, das Treffen organisiert und Herpetologen und nationale herpetologische Gesellschaften in Europa und anderswo berät.

## Präsidenten der Societas Europaea Herpetologica
- 1979–1985 Josef Eiselt
- 1985–1993 Benedetto Lanza
- 1993–2001 Wolfgang Böhme
- 2001–2009 Natalija Borissowna Ananjewa
- 2009–2017 Claudia Corti
- 2017–2022 Mathieu Denoël
- seit 2022 Andreas Maletzky